# Bacopa madagascariensis
Bacopa madagascariensis là một loài thực vật có hoa trong họ Mã đề. Loài này được (Benth.) Pennell mô tả khoa học đầu tiên năm 1946.